# Koh-i-Noor

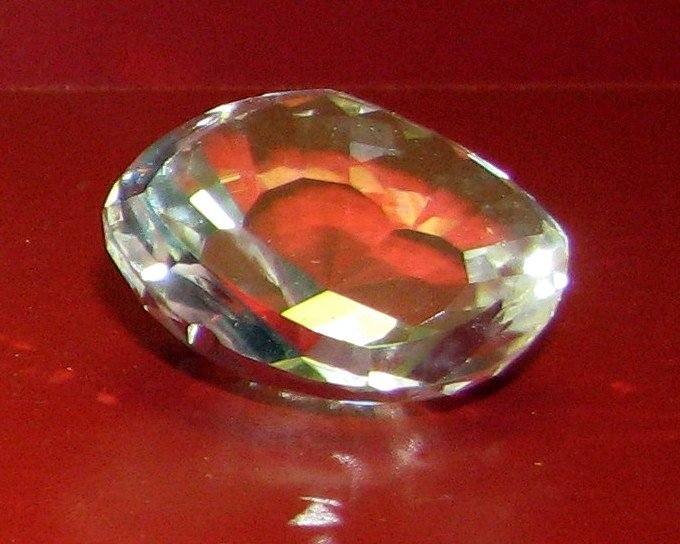
Koh-i-Noor-Kopie in der alten Form

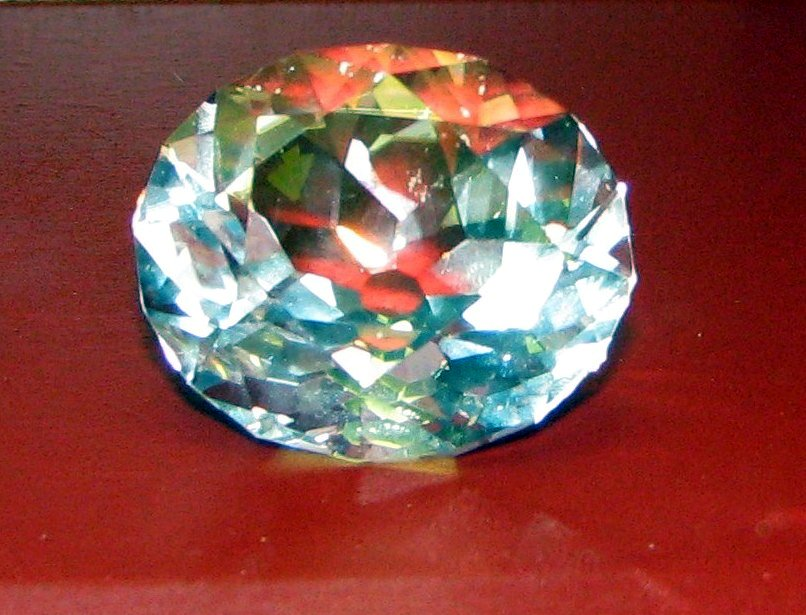
Koh-i-Noor-Kopie in der neuen Form

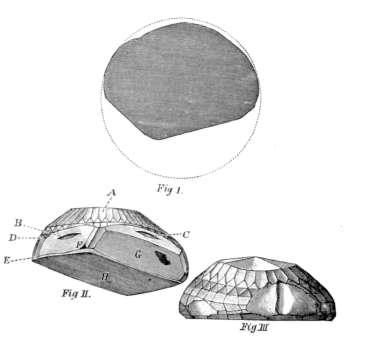
Zeichnung des Koh-i-Noor in der alten Form

Der Koh-i Nur, englisch transkribiert Koh-i Noor (persisch كوه نور, DMG Kūh-e nūr, afghanische und indische Aussprache Kōh-i nūr, „Berg des Lichts“) ist ein 108,93-karätiger Diamant (21,786 g). Er gilt als einer der größten Diamanten der Welt und befindet sich als Teil der britischen Kronjuwelen im Tower zu London, wo er ebenfalls zur Schau gestellt wird. Vor allem auf Grund seiner abenteuerlich anmutenden Geschichte zählt er zu den bekanntesten Diamanten.

## Legende
Angeblich ist der Koh-i-Noor derjenige noch existierende Diamant, dessen Verbleib am längsten nachverfolgt werden kann. Der älteste Mythos ist angeblich über 5000 Jahre alt, als ein großes Juwel in einem Sanskrit-Epos erwähnt wurde. Auch Hindu-Götter zankten, der indischen Mythologie zufolge, um ein großes Juwel. Ob der Koh-i-Noor einer dieser alten Steine ist, lässt sich nicht mehr nachvollziehen. Es wird vermutet, dass sein Ursprung im alten indischen Diamantenabbaugebiet von Kollur im Distrikt Guntur bei Golkonda im heutigen Telangana zu suchen ist.

## Geschichte
Der Stein wurde erstmals 1304 erwähnt, als ihn der Sultan Ala ud-Din Khalji dem Khan von Malwa entwendete, doch auch die südindische Kakatiya-Dynastie soll in seinem Besitz gewesen sein. Anschließend schmückte der Stein das Auge des Pfaus im damals weltberühmten prachtvollen Pfauenthron in Delhi. Im Laufe der Jahrhunderte wechselte der Diamant etliche Male seinen Besitzer, meist zu Persern, Indern und Afghanen. Bei der Eroberung Delhis 1739 fiel er in die Hände von Nadir Schah von Persien. Die Legende erzählt, dass eine Haremsdame dem Eroberer verriet, dass der Diamant im Turban des Moguls versteckt war. Daraufhin schlug der Schah dem Mogul bei einer Feier vor, Turbane zu tauschen. Diese Geste wurde als Symbol ewiger Freundschaft und Brüderlichkeit gewertet, und eine Ablehnung wäre einem Affront gleichgekommen. Als der Schah den Diamanten aus dem Stoff wickelte, soll er vor Freude Koh-i-Noor gerufen haben.
Im Jahr 1747 wurde der persische Schah ermordet, und der Koh-i-Noor wanderte in die Schatzkammer von Punjab. Als der Staat gut 100 Jahre später von Britisch-Indien annektiert wurde, ging das Kleinod infolge der Sikh-Kriege in den Besitz der Britischen Ostindien-Kompanie über. Im Jahr 1850 wurde der Stein der britischen Königin Victoria zum 250. Gründungsjubiläum der Britischen Ostindien-Kompanie überreicht. Königin Victoria ließ den Koh-i-Noor neu schleifen, nachdem Verwunderung über sein mangelndes Feuer laut geworden war. So wurde der vormals 186-karätige Diamant auf seine heutige Größe von 108,93 Karat (21,786 g) gebracht.
Zur Krönung von Königin Mary 1911 wurde der Koh-i-Noor als zentraler Stein der Krone verwendet und schließlich 1937 in die Krone von Königin Elizabeth, der späteren Königinmutter, übernommen.

## Eigentumsrechte
In Pakistan, Afghanistan und Iran wurden in der Vergangenheit immer wieder Forderungen nach Rückgabe des Koh-i-Noor gestellt. In neuerer Zeit wurde insbesondere die Frage diskutiert, ob die Familie des früheren Maharadschas von Punjab, Ranjit Singh, in deren Besitz der Diamant 1747 gelangt war, den Stein im 19. Jahrhundert freiwillig den Briten übergeben hat. Im März 2016 prüfte das Oberste Gericht Indiens in Delhi eine Petition auf Rückgabe des Diamanten. Am 18. April 2016 erklärte der indische Generalstaatsanwalt Ranjit Kumar den Streit vorerst für beendet. Der Generalstaatsanwalt stellte fest, dass der Stein von der Kolonialmacht Großbritannien weder unter Zwang entwendet noch gestohlen worden sei. Das indische Kulturministerium ließ daraufhin verlauten, dass Indien versuchen wolle, den Diamanten auf freundschaftliche Weise zurückzugewinnen.